# アルバートオデッセイII 邪神の胎動
『アルバートオデッセイII 邪神の胎動』（アルバートオデッセイ ツー じゃしんのたいどう）は、サンソフトが開発し1994年12月22日に発売されたスーパーファミコン用シミュレーションロールプレイングゲーム。『アルバートオデッセイ』（1993年）の続編。

## ゲーム内容

### 前作からの変更点
基本的に前作と同じだが、以下の点などが変更されている。
- 前作の様な4桁以上のHPやダメージといった数値の氾濫が抑えられた。
- 街やダンジョンの出入りをパーティ全員で行うようになった。
- 街やダンジョンの出入口等には、主人公でしか入れないようになった。
- 他のメンバーが行動終了していた場合に、（主人公が）街やダンジョンの出入口等に入れないようになった。
- 進路上に敵や宝箱があると、それ以上の移動ができないようになった。
- 攻撃，特殊技能，道具の使用といった行動が一つしか行えないようになった（装備の変更は行動終了前なら何度でも可能）。
- フィールドやダンジョンでの道具の使用回数が一回のみに制限された。
- 行動後の再移動が不可能になった（向きだけ変更可能、強制的に行動終了）。
- 各キャラに精神力（MP）が設定され、特殊技能の使用回数が制限されるようになった。
- 通常攻撃の攻撃回数が全キャラクター（敵含む）共に2回固定となった。
- 攻撃（特殊攻撃含む）に命中率が設定された。
- 通常攻撃時に、ランダムで相手のカウンターが発生するようになった。カウンターの発生は、命中率に影響されないので、通常攻撃の命中率が100%であっても、カウンターが発生する場合もある（特殊攻撃にはカウンターは発生しない）。
- 前作にあった移動アイテム（○○のおもい）が無くなった。

### システム

#### パラメーター
攻撃
通常攻撃の威力。攻撃側のこの数値と、相手側の【守備】の差が、概ね相手に与えることのできるダメージとなる。
命中
通常攻撃の命中率。特殊攻撃の命中率には影響しない。プログラミングのバグにより、通常攻撃および物理系の特殊攻撃に対する回避率としてもこの数値が機能する。
守備
相手の通常攻撃と、特殊攻撃に対する防御力。会心の一撃や、防御無視の特殊攻撃は、この数値の影響を受けない。
回避
前述の【命中】に記載したプログラミングのバグにより、生かされなくなったパラメーター。
特殊
特殊攻撃の威力および命中率に影響。特殊技能主体となる本作品において、最重要と言えるパラメーター。
耐性
魔法系の特殊攻撃に対する回避率。『0』の場合、相手の魔法系の特殊攻撃が必ず命中してしまう。この数値で特殊攻撃のダメージを軽減することはできない。

#### 向き補正と照度補正
前作にもあった概念だが、本作品では攻撃の命中率に大きく影響する。
向き補正
敵味方共、攻撃方向により物理攻撃（通常攻撃および物理系の特殊攻撃）の命中率が4段階に変化する。
- 真正面からの攻撃：命中率+0%
- 前寄り側面からの攻撃：命中率+5%
- 後ろ寄り側面からの攻撃：命中率+10%
- 真後ろからの攻撃：命中率+15%

照度補正
フィールドの時間変化やダンジョンの明るさによって物理攻撃の命中率が3段階に変化する。
- AM8:00〜PM3:00：命中率+15%
- PM4:00〜PM6:00：命中率+10%
- PM7:00〜AM2:00：命中率+0%
- AM3:00〜AM7:00：命中率+10%
- あかり100%〜あかり48%：命中率+15%
- あかり44%〜あかり32%：命中率+10%
- あかり28%〜あかり0%：命中率+0%

### 特殊技能

#### ディーン
乱れ斬り
自分の周囲1エリアの敵全てにダメージ。
気合斬り
隣接する敵一体に防御無視ダメージ。

#### ワイズマン
突撃
1〜2マス先の敵一体にダメージ。攻撃する向き・距離に関わらず、向き補正が強制的に真後ろから攻撃した扱い（命中率+15%）になるので、他の物理系特殊攻撃より命中率が高くなる傾向がある。
必中
隣接する敵一体にダメージ。命中率が【特殊】と【命中】の和で計算される為、他の物理系の特殊攻撃に比べると命中率が遙かに高いが、必ず当たるわけではない。

#### モールス
回復
隣接するキャラクター1人（敵も含む）若しくは自分自身のHPを全快する。
蘇生
死んだ味方一人をHP・MP全快で蘇生する。失敗することもある。成功率は【特殊】に依存する模様。
治療
隣接するキャラクター1人（敵も含む）若しくは自分自身の状態異常を回復する。
退魔弾
自分の周囲1エリアの敵全てに聖属性の防御無視ダメージ。攻撃は必ず命中する。

#### クレシャ
冷凍弾
2〜4マス先の敵一体に冷気属性の防御無視ダメージ。
マヒ弾
自分の周囲2エリアの敵全てにダメージ。追加で麻痺を与えることもある。魔法系の特殊攻撃は基本的に防御無視の攻撃であるが、マヒ弾は唯一【防御】の影響を受ける。

#### ダッシュ
開ける
宝箱の開錠を試みる。失敗することもある。
盗む
敵がドロップするアイテム中の一部のアイテムを盗む。失敗することもある。盗むでは入手できない（ドロップでしか手に入らない）アイテムもあるので注意。

#### アルバート
火鳥
1〜2マス先の敵およびその周囲1エリアの敵全てに火属性の防御無視ダメージ。
青獅子
自分の周囲1エリアの敵全てに聖属性の防御無視ダメージ。攻撃は必ず命中する（モールスの退魔弾と同等の効果）。

#### ソフィア
火炎弾
1〜2マス先の敵およびその周囲1エリアの敵全てに火属性の防御無視ダメージ（アルバートの火鳥と同等の効果）。
雷撃
2〜3マス先の敵一体に防御無視ダメージ。

#### ユナ
祝福
1〜2マス先の味方およびその周囲1エリアの味方全てに「一度の物理戦闘（通常攻撃の攻防,物理系の特殊攻撃の攻防）だけ命中率・回避率UP」の効果。ただし、本特殊技能が正常に機能しているかどうか詳細不明（祝福により、命中率100%となった通常攻撃がミスとなった報告有り）。
大回復
自分の周囲1エリアの味方全てに【回復】の効果（本人は回復しない）。

### 道具

#### 耐久力回復系
ヒールポーション
HPを20回復することができる。
ハイポーション
HPを40回復することができる。
スーパーヒール
HPを60回復することができる。
ハイパーヒール
HPを80回復することができる。
ゴールドヒール
HPを最大まで回復することができる。

#### 精神力回復系
トリグラム
MPを1回復することができる。
テトラグラム
MPを2回復することができる。
ペンタグラム
MPを3回復することができる。
ヘキサグラム
MPを4回復することができる。
オクトグラム
MPを5回復することができる。

#### 状態異常回復系
ポイズンキュア
毒を治療することができる。
パラライズキュア
麻痺を治療することができる。
ストーンキュア
石化を治療することができる。
マンドラゴラ
毒・麻痺・石化を治療することができる。
エリクサー
死んだ味方一人をHP・MP全快で蘇生する。

#### カギ
キーLV1
LV1の赤い宝箱を開けることができる。
LV1の赤い宝箱にはトラップボックス（罠モンスター）もある。
キーLV2
LV2の赤い宝箱を開けることができる。
キーLV3
LV3の赤い宝箱を開けることができる。
ブルーキー
青色の宝箱を開けることができる。
青色の宝箱は全てトラップボックス。
グリーンキー
緑色の宝箱を開けることができる。
緑色の宝箱は全てトラップボックス。
ブラックキー
黒色の宝箱を開けることができる。

#### 照明系
トーチ
使用時に『あかり36%』となり、以後1ターン毎に-4%ずつ減少する。
ダンジョンを離れると効果が無くなる。
ランプ
使用時に『あかり68%』となり、以後1ターン毎に-4%ずつ減少する。
ダンジョンを離れると効果が無くなる。
ランタン
ダンジョンの中を永遠に照らす。
ダンジョンを離れると効果が無くなる。

## ストーリー
第二期・魔導戦役が勃発してしまい、第一期・魔導戦役より10年、オズワルドが復活しゴート王国に進撃を再開。「ライアモス」および「神聖十字軍」がゴート王国から離反する。「勇者アルバート」達の手により、オズワルドのもくろみは阻止される。不完全に復活したグローバスは、アルバート達に討たれるものの、その体は消滅せず首都ゴートを襲撃。その際「僧侶ノイマン」死去。「魔術師ソフィア」は魔導の力を暴走させグローバスを封印するが、目覚めることのない眠りにつくことになり、そして10年後が立つ。

## 登場人物

### 味方キャラクター
ディーン（18歳・戦士）
本作の主人公。10年前の第二期・魔導戦役のおり、ゴート王国より離反した「ライアモス伯爵」の子息。母親は心労がもとで、その当時（10年前）に亡くなっている。
ユナ（16歳・王女）
本作のヒロイン。ルクレナン王国のお姫様。父であるルクレナン国王の死による痛手の癒える間もなく、飛竜に乗った兵士の一団に追われる。
アルバート（26歳・勇者）
前作の主人公。勇者の血を色濃く継ぎ、10年前の第二期・魔導戦役の活躍で、名実ともに勇者と認められる。
ソフィア（24歳・魔術師）
前作のヒロイン。第二期・魔導戦役のおり、アルバートの良きパートナーとして大活躍した、魔導の血を引く娘。
ワイズマン（32歳・騎士長）
ゴート騎士団の騎士長。剣の腕がたち、正義感が強い真の騎士である。
モールス（17歳・僧侶）
チベリス寺院の司祭のもとで修行を積む若き僧侶。寝たきりの魔術師ソフィアの看護をしていた。
クレシャ（18歳・魔術師）
ゴート王国宮廷魔術師。氷の魔法を得意とする女魔術師。
ダッシュ（36歳・シーフ）
若い頃は、貧民に味方する義賊として名を馳せていた自称、大盗賊。

### 敵キャラクター（ボス）
ビビト（?歳・魔女）
強大な魔術を操る邪精霊。「魔女」として恐れられ、仲間からも敬遠されている。
アー（?歳・魔獣使い）
ルクレナン王国の歴史上、唯一の汚点として全ての民に嫌われ、軽蔑されている。人間の言葉が片言しか喋れないらしいが、魔獣と心が通じるようで、魔獣を自由に操る。
ルフト（47歳・将軍）
勇猛果敢で知られる、ルクレナン王国きっての猛将。数々の武勲をあげ、その戦いぶりから「赤腕将軍」と呼ばれている。レディシュから全面的に信頼を置かれている。
ライラック（62歳・司教）
ルクレナン王国・聖ブライニッシュ教会の司教。
レディシュ（40歳・枢機卿）
ルクレナン国王亡き後、枢機卿として国の行政をはじめ、ルクレナン王国に多大な影響を与える。
ペイル（20歳・青竜騎士）
過去にルクレナン王国を救った勇者の末裔。アルバートと同じく、神獣の力の使い手。アルバートとは力の性質が異なる。
グローバス
前作のラストボス。第二期・魔導戦役にて「魔導士オズワルド」が世界征服の為に復活させた。「僧侶ノイマン」「魔術師ソフィア」両名の犠牲により、再び封印された。

### その他のキャラクター
スレイ
第二期・魔導戦役をアルバート達と共に戦った英雄の一人。現在は、ゴート騎士団の将軍となっている。
パブロフ
とある船乗り集団『暁のクジラ団』の船長。港町マウリナの夜の酒場で彼と出会うことになる。
精霊四姉妹
ルクレナン王国に伝わる伝説の魔神を封印する「秘宝」を守る4人の精霊姉妹。火の精霊ナック（三女）は穏やかで、風の精霊ノア（次女）は頑固。他に地の精霊リン（四女）と水の精霊チアン（長女）が存在する。
ライアモス（死亡）
ゴート王国の伯爵であり、「神聖十字軍」の団長およびディーンの実父。第二期・魔導戦役にて勇者アルバート達と衝突するが、破れ敗走。その後、オズワルドに唆された部下の裏切りにより、重体となりその傷が元で還らぬ人となった。
ノイマン（死亡）
第二期・魔導戦役をアルバート達と共に戦った英雄の一人で、アルバートの親友。ゴート王国襲撃にやってきたグローバスの奇襲を受けて還らぬ人となった。

## スタッフ
- メイン・プログラム：渥美博明
- サブ・プログラム：なかたたかし
- タウンズBG：小島義
- タウンズOBd：たかつじまさゆき、鈴木のぶひで
- フィールドBG：鈴木のぶひで
- バトルBG：もりかずとも
- バトルOBd：岩田義明
- 音楽：小高直樹
- サウンド・プログラマー：塚本浩、かとうちあき、なかたなおまさ
- ストーリー：中村一朗
- コンテ：森達男
- プログラム・ヘルパー：鈴木寛之、きたがわまさあき
- デザイン・ヘルパー：こんどうかずひと、北村徳章
- スーパーバイザー：竹内昭人、河合正人
- ゼネラルマネージャー：吉田喜春

## 評価
ゲーム誌『ファミコン通信』の「クロスレビュー」では7・5・7・6の合計25点（満40点）、『ファミリーコンピュータMagazine』の読者投票による「ゲーム通信簿」での評価は以下の通り18.7点（満30点）となっている。
| 項目 | キャラクタ | 音楽 | お買得度 | 操作性 | 熱中度 | オリジナリティ | 総合 |
| 得点 | 3.2        | 3.1  | 3.1      | 3.1    | 3.2    | 3.1            | 18.7 |

## 関連書籍
『アルバートオデッセイ2 邪神の胎動 必勝攻略法』（スーパーファミコン完璧攻略シリーズ）
単行本 - 双葉社、1995/01、ISBN 4575284130、ISBN 9784575284133
『光の剣 闇の刃 Albert Odyssey 2 ―邪神の胎動―』
武林武士による漫画作品。角川書店、1995/05、ISBN 4047131105、ISBN 9784047131101